# Podział administracyjny Kościoła katolickiego na Mauritiusie
Podział administracyjny Kościoła katolickiego na Mauritiusie – w ramach Kościoła katolickiego na Mauritiusie funkcjonuje obecnie jedna diecezja i jeden wikariat apostolski. 
Jednostki administracyjne Kościoła katolickiego obrządku łacińskiego na Mauritiusie:
- diecezja Port Louis (podporządkowana bezpośrednio Stolicy Apostolskiej)
- wikariat apostolski Rodrigues (podporządkowany bezpośrednio Stolicy Apostolskiej)